# How I Met Your Mother
How I Met Your Mother (en català "Com vaig conèixer la vostra mare") és una comèdia de la CBS ambientada a la ciutat de Nova York que explica la història de Ted Mosby a la recerca de la seva futura dona.
Va ser creada per Craig Thomas i Carter Bays, estrenada a la CBS el 19 de setembre de 2005 i finalitzada el 31 de març de 2014. És protagonitzada per Josh Radnor (Ted Mosby), Neil Patrick Harris (Barney Stinson), Cobie Smulders (Robin Scherbatsky), Alyson Hannigan (Lily Aldrin) i Jason Segel (Marshall Eriksen).

## Argument
L'any 2030, Ted decideix explicar als seus fills - Penny (Lindsay Fonseca) i Luke (David Henrie) - com va conèixer la seva mare. Els fa seure al sofà i comença a relatar la seva història començant per l'any 2005.
El flashback comença quan Marshall i Lily, els millors amics d'en Ted, decideixen casar-se després de nou anys de relació. Ted, amb aquesta notícia, s'adona que ell també vol trobar a algú i casar-se. A partir d'aquí en Ted anirà passant de relació en relació fins a conèixer a la mare del seus fills, la Tracy. Però a part dels seus embolics amorosos, Ted també aprofita per explicar als seus fills les seves grans anècdotes de joventut que va passar al costat dels seus amics Marshall, Lily, Barney i Robin.
Tot i que l'estructura tradicional de les històries d'amor comença quan la parella protagonista es coneixen, a How I Met Your Mother, no coneixem l'esposa d'en Ted (Cristin Milioti) fins al final de la vuitena temporada i només anuncia el seu nom: Tracy McConnell. La sèrie se centra, en canvi, en les relacions anteriors que té en Ted i la seva insatisfacció amb aquestes dones, creant així l'escenari per a la seva eventual felicitat amb la Tracy. Finalment, l'any 2030, sis anys després de la mort de Tracy, en Ted torna amb la Robin aconsellat pels seus dos fills.

## Producció
How I Met Your Mother es va inspirar en la idea de Carter Bays i Craig Thomas d'escriure sobre el seu grup d'amics. El grup d'amics real dels creadors va donar fruit a la creació de cinc personatges. El personatge de Ted està inspirat en Carter Bays i Marshall i Lily estàn basats en Craig Thomas i la seva dona, Rebecca, a la qual no li va fer gaire gràcia que creessin un personatge sobre ella. Rebecca va acceptar amb la condició de que el seu personatge fos interpretat per l'actriu Alyson Hannigan.
Segons un article de Entertainment Weekly, els guionistes van aprofitar facetes de la personalitat de cada actor i les van incorporar als seus personatges. Per exemple, les habilitats de Neil Patrick Harris amb la màgia, la passió de Jason Segel per la composició musical, l'absència de mentides de l'Alyson Hannigan, l'intel·lectualisme de Josh Radnor i la nacionalitat de Cobie Smulders.
MacLaren's, un bar irlandès situat al centre de Nova York, on transcorre la història, està basat en quatre dels bars de Bays i Thomas. Com McGee's, una taverna de Midtown a prop del Ed Sullivan Theatre, McHale's, un llegendari bar del Hell's Kitchen que va tancar l'any 2006, Chumley's, un pub de Greenwich Village i, per acabar un bar de l'Upper West Side.

## Personatges i actors principals
Ted Mosby (Josh Radnor) 

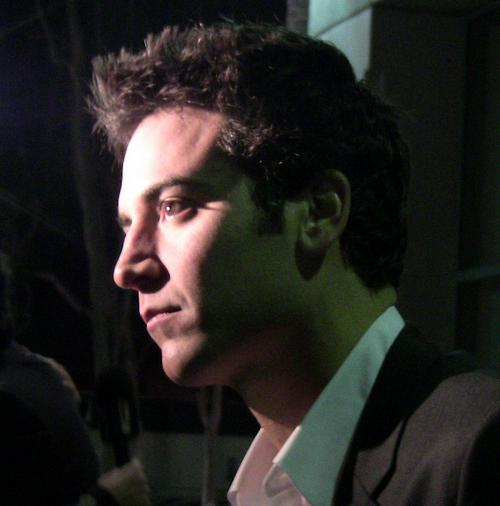
Josh Radnor (Ted)

Arquitecte i professor universitari. És el protagonista de la sèrie, ja que narra la història de la seva joventut fins a conèixer la mare dels seus fills (Tracy). Ted es va traslladar a viure a Nova York amb els seus dos amics íntims, Marshall i Lily, després de graduar-se a la Universitat de Wesleyan. A Nova York coneix en Barney Stinson, el qual acabarà sent dels seus millors amics, i a Robin, una noia de qui s'enamora i acaba forjant una molt bona amistat. Abans de conèixer la Tracy, en Ted experimenta un munt de relacions amoroses que desgraciadament acaben malament. Creu en el destí. Nascut a Shaker Heights, Ohio el 25 d'abril de 1978.
Marshall Eriksen (Jason Segel) 

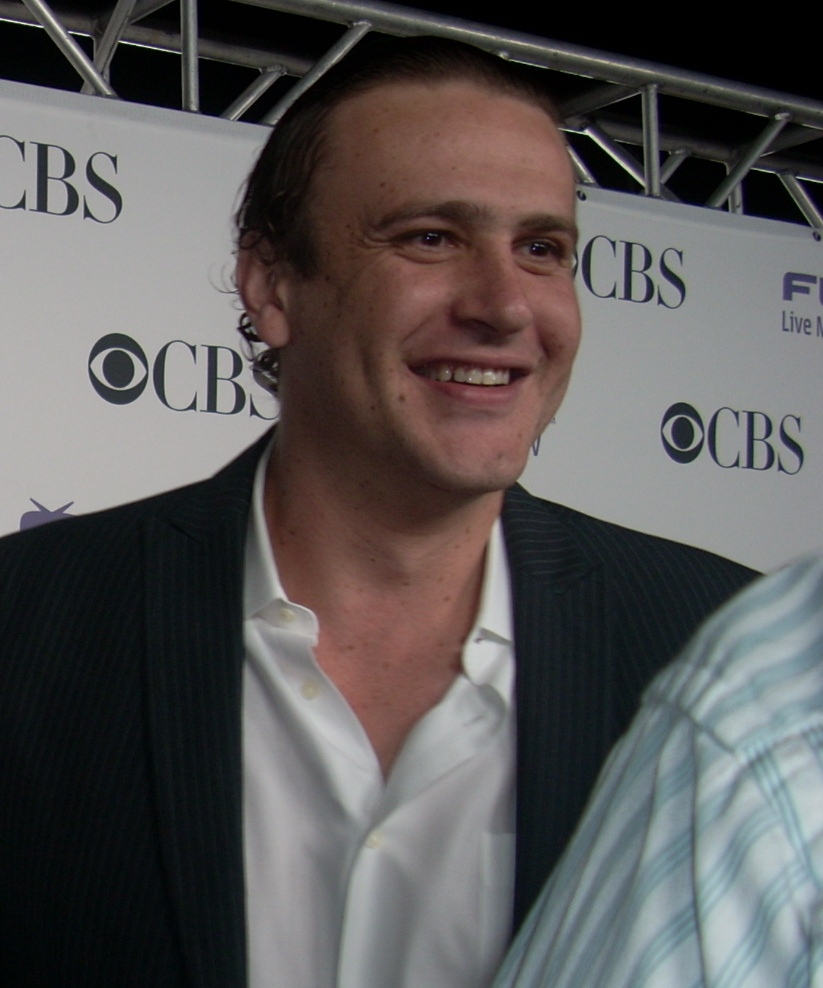
Jason Segel (Marshall)

Es el millor amic d'en Ted des de la universitat (encara que Barney ho desmenteixi) i la parella de la Lily. És estudiant de dret, molt bona persona, afortunat als jocs de taula i crèdul amb tota mena de supersticions i fenòmens paranormals com el Bigfoot.
Nascut a St. Cloud, Minnesota en una família d'origen escandinau - malgrat la seva corpulència és el xiquet de la família -, és seguidor dels Minnesota Vikings i la seva resistència al fred és motiu de nombrosos gags. El seu somni és protegir el medi ambient i vol aconseguir treballar com advocat en una empresa que defensi els interessos del planeta.
Lily Aldrin (Alyson Hannigan)

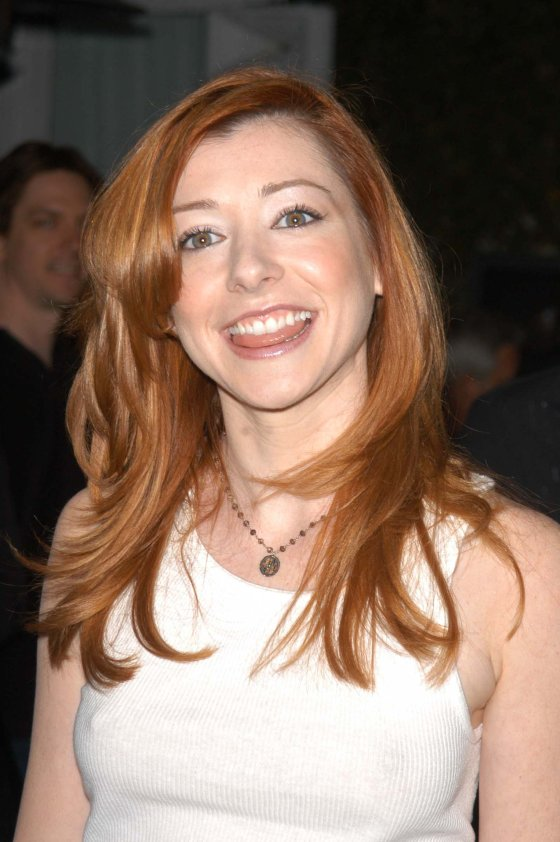
Alyson Hannigan (Lily)

Professora d'infantil encara que el seu gran somni és ser pintora. Parella d'en Marshall i amiga d'en Ted des de la universitat. Malgrat el seu aspecte dolç i bufó és molt manipuladora i tossuda. Deixant això a un costat, es una amiga lleial i una molt bona persona.
Nascuda a Nova York, concretament a Brooklyn. No té bona relació amb el seu pare, ja que no va estar per ella durant la seva infantesa.

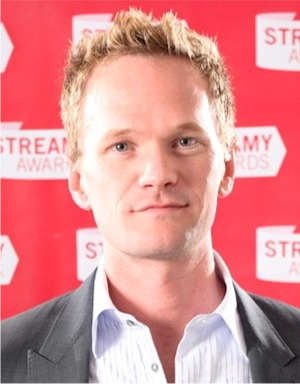
Neil Patrick Harris (Barney)

Barney Stinson (Neil Patrick Harris)
Solter convençut i faldiller compulsiu, sempre elegant, superficial, ultra competitiu i egòlatra. Sempre va amb vestit i corbata i inventa estratègies boges per tal de lligar amb noies.
La vida d'en Barney té un halo de misteri que es desvela a poc a poc durant la sèrie: el seu pis, el seu treball (se sap que treballa en el Goliath National Bank, però no quina tasca exerceix), l'existència del seu pare (encara que s'aferra a la idea que és el presentador del concurs The Price is Right, Bob Barker). L'origen de la seva riquesa i la seva ocupació són desconeguts per la resta de protagonistes. Té un germà afroamericà homosexual.
Robin Scherbatsky (Cobie Smulders)

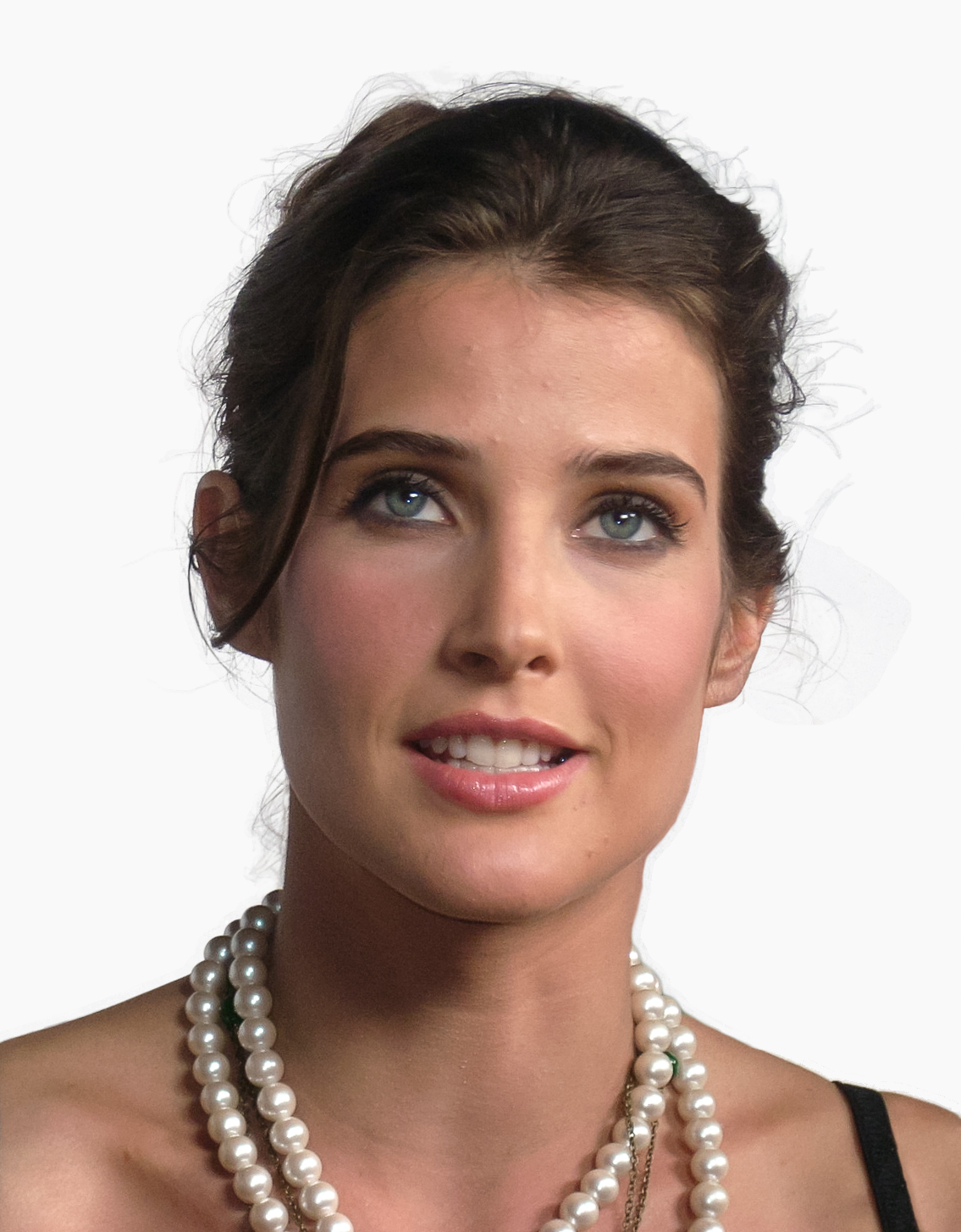
Cobie Smulders (Robin)

Reportera de televisió. És l'amor d'en Ted durant les primeres temporades però, tot i que s'agraden mútuament, la relació sembla impossible, ja que ella no desitja comprometre's. Des de la fallida relació amb en Ted s'uneix al grup com una més.
No li agraden les relacions llargues ni el compromís i no vol ser mare. El seu comportament és sovint molt decidit. Li agrada molt beure scotch i fumar cigarretes, li encanten les armes i va ser jugadora de hoquei sobre gel. Odia els centres comercials perquè als anys 90 va ser una estrella adolescent del pop canadenc la qual es va fer famosa gràcies a la cançó "Let's go to the mall" ('anem al centre comercial').
Nascuda al Canadà, concretament a Vancouver. El seu origen canadenc és un freqüent motiu de broma per als seus amics, especialment per en Barney.
Tracy McConnell (Cristin Milioti)

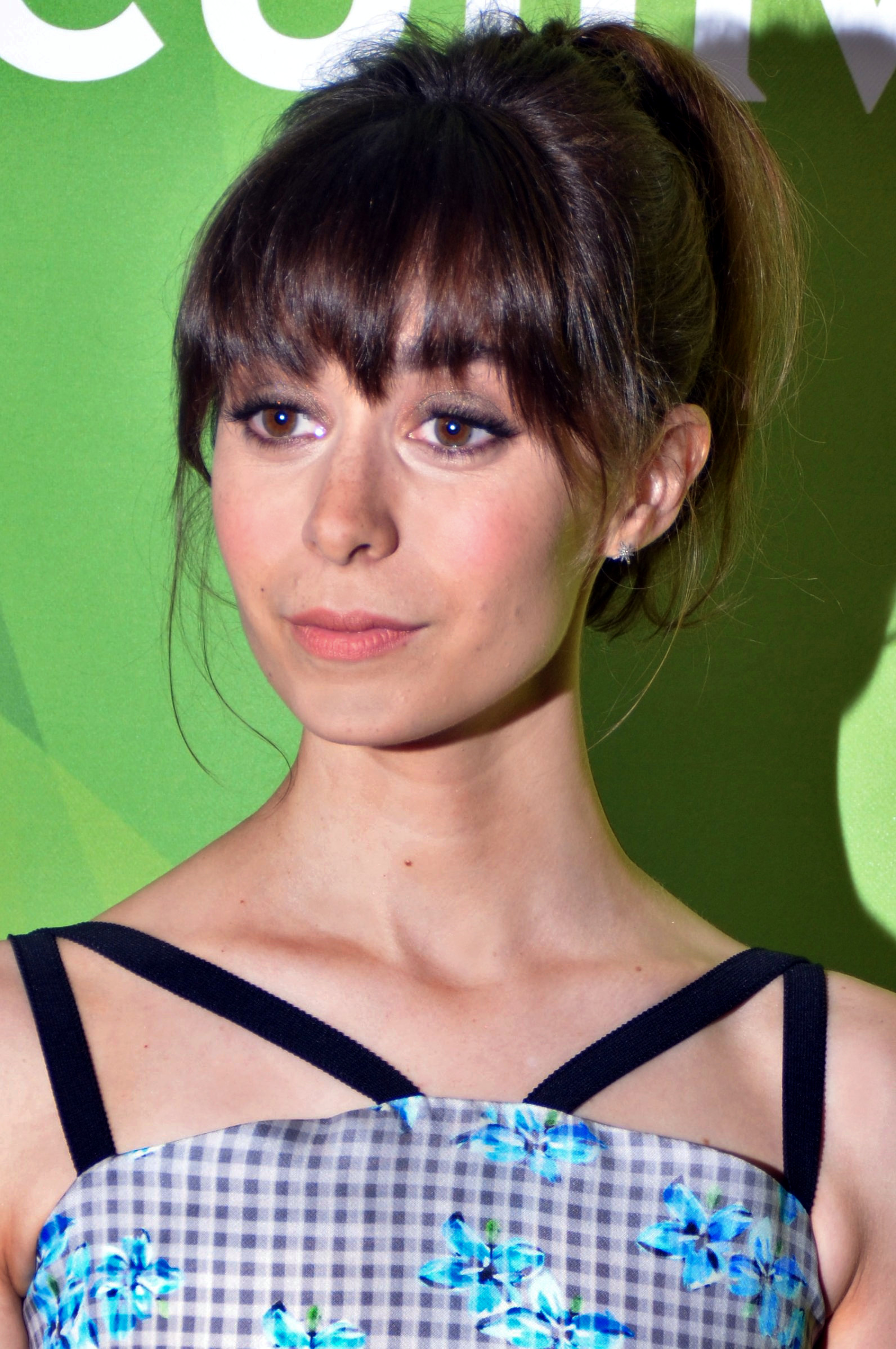
Cristin Milioti (La Mare)

Futura esposa de Ted i mare dels seus fills, Penny i Luke. Es baixista d'un grup de rock. Només apareix en el darrer capítol de la temporada 8 i esdevé un dels personatges principals durant la temporada 9.
Va estudiar Economia a la Universitat de Colúmbia on casualment en Ted donava classes d'arquitectura.
Es dolça i divertida.

### Altres personatges d'importància o recurrents
- Penny (Lyndsy Fonseca) i Luke (David Henrie). Els fills d'en Ted i Tracy.
- Ranjit Singh (Marshall Manesh). El taxista.
- Carl (Joe Nieves,) i Wendy la Cambrera (Charlene Amoia). Els cambrers del bar McLaren's
- Marvin (Bill Fagerbakke) i Judy (Suzie Plakson). El spares d'en Marshall.
- Mickey Aldrin (Chris Elliott), El pare de la Lily. Un fracassat inventor de jocs de taula
- Loretta Stinson (Frances Conroy) i James Stinson (Wayne Brady) La mare i el germà d'en Barney.
- Victoria (Ashley Williams). Una de les xicotes d'en Ted. Pastissera.
- Stella Zinman (Sarah Chalke). Una de les xicotes d'en Ted. Dermatòloga.
- Zoey Pierson (Jennifer Morrison). Una de les xicotes d'en Ted.

- El Capità (Kyle MacLachlan). A l'inici de la sèrie es el marit de la Zoey i més endavant el mecenes de la Lily
- Nora (Nazanin Boniadi). Companya de feina de Robin i nòvia d'en Barney durant una temporada.
- Quinn Garvey (Becki Newton). Stripper i promesa d'en Barney.
- Don Frank (Benjamin Koldyke). Co-presentador de la Robin al Telenotícies i, més endavant, parella d'aquesta.
- Kevin Venkataraghavan (Kal Penn). Psicòleg de la Robin i, més endavant, parella.

## Curiositats
- S'ha comparat aquesta sèrie amb la mítica Friends per una sèrie de paral·lelismes: ambdues sèries transcorren a la ciutat de Nova York, la figura del faldiller i antimatrimoni de Joey a Friends i Barney a How I Met Your Mother, ambdues mostren un grup d'amics vivint junts, encara que no tots, existeix una parella consolidada, gran part de la sèrie transcorre en un cafè (Friends) o bar (How I Met Your Mother).
- El tema principal de la caràtula sèrie es un fragment de "Hey Beautiful" de la banda The Solids.
- Molts temes d'humor de la sèrie estan centrats en la comunicació personal com els blogs (Barney en té un), e-mail o my spaces.
- Tot i que la història succeeix a la ciutat de Nova York els episodis es filmen a Soundstage Studio 22, Los Angeles.
- Hi ha diverses expressions recurrents dins la sèrie, com: Legendary! (llegendari), Suit up! (posa't esmòquing), Awesome! (increïble) Have you met Ted? (Coneixes en Ted?), ...wait for it... (...espera...), etc.
- Al llarg de les 9 temporades apareixen nombrosos famosos fent papers curts, com Britney Spears, Enrique Iglesias o Jennifer Lopez, o fent cameos, com els presentadors de TV Bob Barker i Maury Povich, el futbolista de futbol americà Emmitt Smith, el jugador de beisbol Nick Swisher, el boxejador Mike Tyson, el cantant i actor Regis Philbin, el consultor de moda Tim Gunn (fent de sastre de Barney), la model Heidi Klum, el director de cinema Peter Bogdanovich, el cantant i parodista "Weird Al" Yankovic, el músic canadenc Steven Page, els protagonistes de Karate Kid, Ralph Macchio i William Zabka, etc.

## Capítols

### Primera temporada
- Pilot
- Purple giraffe
- Sweet taste of liberty
- Return of the shirt
- Okay awesome
- Slutty pumpkin
- Matchmaker
- The duel
- Belly full of turkey
- The pineapple incident
- The limo
- The wedding
- Drumroll, please
- Zip, Zip, Zip
- Game night
- Cupcake
- Life among the gorillas
- Nothing good happens after 2 am
- Mary the paralegal
- Best prom ever
- Milk
- Come on

### Segona temporada
- Where we were?
- The scorpion and the toad
- Brunch
- Ted Mosby architect
- World's greatest couple
- Aldrin Juice
- Crazy Eyes
- Atlantic City.
- Slap Bet
- Single stamina
- How Lily stole Christmas
- First time in New York
- Columns
- Monday Night Football
- Luky Penny
- Stuff
- Arrivederci, Fiero
- Moving Day
- Bachelor Party
- Showdown
- Something Borrowed
- Something Blue

### Tercera temporada
- Wait For It... (Espera'l)
- We're Not From Here (No Som d'Ací)
- Third Wheel (La Tercera Roda)
- Little Boys (Nins)
- How I Met Everyone Else (Com Coneguí a Tota la Resta)
- I'm Not That Guy (No Sóc Eixe Tipus)
- Dowisetrepla (Vepltraigres - Vent de la Planta de Tractament d'Aigües Residuals)
- Spoiler Alert
- Slapsgiving
- The Yips
- The Platinum Rule
- No Tomorrow
- Ten Sessions
- The Bracket
- The Chain Of Screaming
- Sandcastles in the Sand
- The Goat
- Rebound Bro
- Everything Must Go
- Miracles

### Quarta temporada
- Do I Know You?
- The Best Burger in New York
- I Heart NJ
- Intervention
- Shelter Island
- Happily Ever After
- Not a Father's Day
- Woooo!
- The Naked Man
- The Fight
- Little Minnesota
- Benefits
- Three Days Of Snow
- The Possimpible
- The Stinsons
- Sorry, Bro
- The Front Porch
- Old King Clancy
- Murtaugh
- Mosbius Designs
- The Three Days Rule
- Right Place Right Time
- As Fast As She Can
- The Leap

### Cinquena temporada
- Definitions
- Double Date
- Robin 101
- Best Night Ever
- Duel Citizenship
- Bagpipes
- The Rough Patch
- The Playbook
- Slapsgiving 2: Revenge of the Slap
- The Window
- Last Cigarette Ever
- Girls vs. Suits
- Jenkins
- The Perfect Week
- Rabbit or Duck
- Hooked
- Of Course
- Say Cheese
- Zoo or False
- Home Wreckers
- Twin Beds
- Robots vs. Wrestlers
- The Wedding Bride
- Doppelgangers

### Sisena temporada
- Big days
- Cleaning House
- Unfinished
- Subway Wars
- Architect of Destruction
- A "Like Me" Story
- Baby Talk
- Canning Randy
- Natural History
- Glitter
- Blitzgiving
- The Mermaid Theory
- False Positive
- Bad News
- Last Words
- Oh Honey
- Desperation Day
- Garbage Island
- A Change of Heart
- Legendaddy
- The Exploding Meatball Sub
- Hopeless
- The Perfect Cocktail
- Landmarks
- Challenge Accepted

### Setena temporada
- The Best Man
- The Naked Truth
- Ducky Tie
- The Stinson Missile Crisis
- Field Trip
- Mystery vs. History
- Noretta
- The Slutty Pumpkin Returns
- Disaster Averted
- Tick Tick Tick…
- The Rebound Girl
- Symphony of Illumination
- Tailgate
- 46 Minutes
- The Burning Beekeeper
- The Drunk Train
- No Pressure
- Karma
- The Broath
- Trilogy Time
- Now We're Even
- Good Crazy
- The Magician's Code, Part One
- The Magician's Code, Part Two

### Vuitena temporada
- Farhampton
- The Pre-Nup
- Nannies
- Who Wants to Be a Godparent?
- The Autumn of Break-Ups
- Splitsville
- The Stamp Tramp
- Twelve Horny Women
- Lobster Crawl
- The Over-Correction
- The Final Page
- Band or DJ?
- Ring Up!
- P.S. I Love You
- Bad Crazy
- The Ashtray
- Weekend at Barney's
- The Fortress
- The Time Travelers
- Romeward Bound
- The Bro Mitzvah
- Something Old
- Something New

### Novena temporada
- The Locket
- Coming Back
- Last Time in New York
- The Broken Code
- The Poker Game
- Knight Vision
- No Questions Asked
- The Lighthouse
- Platonish
- Mom and Dad
- Bedtime Stories
- The Rehearsal Dinner
- Bass Player Wanted
- Slapsgiving 3: Slappointment in Slapmarra
- Unpause
- How Your Mother Met Me
- Sunrise
- Rally
- Vesuvius
- Daisy
- Gary Blauman
- The End of the Aisle
- Last Forever

## Llibres
- The Bro Code (El còdi dels col·legues), citat per en Barney moltes vegades al llarg de la sèrie, és un llibre que recull el conjunt de regles escrites de l'amistat. S'ha publicat com a novel·la de vincle, audio-llibre, una app per a iPhone i una per a Android.
- Bro on the Go, derivat de The Bro Code, llançat el 2009.
- Bro Code for Parents: What to Expect When You're Awesome, publicat al 2012.
- The Playbook (El manual de joc), citat, també, per en Barney moltes vegades al llarg de la sèrie. És un llibre que recull totes les estratègies que ha utilitzat en Barney per lligar amb noies.[2]